# Alex Garden
Pour les articles homonymes, voir Garden.
Alex Garden est le PDG de Relic Entertainment, une entreprise basée à Vancouver qui développe des jeux vidéo, qu’il a cofondé avec Luke Moloney en 1997. En février 2005, il a fondé la société iVALET Systems Inc. dans le but de développer un système de stationnement évolué. Le 3 novembre 2006, Alex Garden a rejoint Nexon pour diriger le studio de développement de jeux en Amérique du Nord, Nexon Publishing North America.
En octobre 2009, Alex Garden a rejoint Microsoft pour travailler dans leur division de jeux, Microsoft Game Studios. Le 23 avril 2014, Zynga a annoncé qu'Alex Garden avait été embauché pour devenir président de Zynga Studios à compter du 5 mai 2014,. Le 13 avril 2016, Alex Garden est revenu à Relic Entertainment en tant que PDG. En 2016, Garden a fondé Zume Pizza. 